# Lwower Platz
Der Lwower Platz, auch Lemberger Platz (russisch Львовская площадь Lwowskaja ploschtschad, ukrainisch Львівська площа Lwіwska ploschtscha, dabei steht Lwowskaja/Lwiwska für Lwower-/Lemberger- und ploschtschad/ploschtscha für Platz) ist ein Platz in der ukrainischen Hauptstadt Kiew. Benannt ist der Platz nach dem russischen bzw. ukrainischen Namen der galizischen Stadt Lemberg. Er liegt im Stadtviertel Kudrjawez im Kiewer Stadtrayon Schewtschenko.

## Geschichte

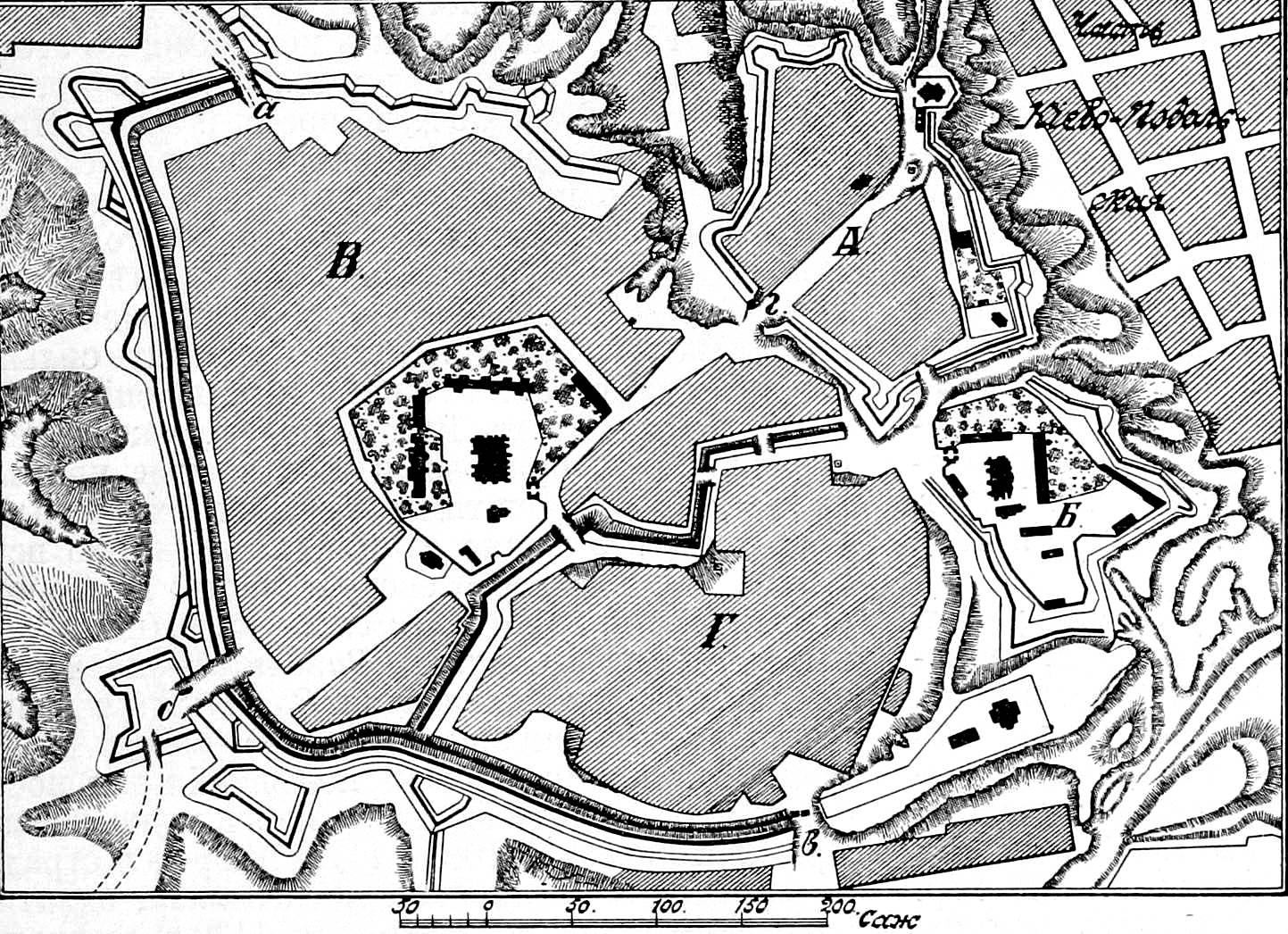
Lage der Kiewer Stadttor auf dem Plan der Kiewer Befestigungen im Jahre 1705: а — Lemberger Tor; б — Goldenes Tor; в — Ljadski-Petschersker Tor; г — Sophientor

Der Platz ist einer der ältesten Plätze in Kiew. Ab 1037 befand sich an dieser Stelle das Jüdische (Жидовские ворота) bzw. Lemberger Tor (Львовские ворота), von dem aus die Handelsstraße in Richtung Lemberg begann. Zum damaligen Zeitpunkt erhielt der Platz jedoch noch keinen Namen.
1835 erhielt der Platz den Namen Schitomirskaja (Житомирская площадь, Schitomirer Platz), da die von hier ausgehende Straße nach Schitomir führte, die Stadt Lemberg andererseits als Hauptstadt des zum Kaisertum Österreich gehörende Königreichs Galizien und Lodomerien im Ausland lag. Mitte des 19. Jahrhunderts wurde die Alte Kiewer Festung geschleift und das Tor abgerissen. 1869 erhielt der Platz dann seinen heutigen Namen nach dem Lemberger Tor der Alten Kiewer Festung. Zwischen 1939 und 1944 hieß der Platz Sennaja (Сенная площадь, Heuplatz), da sich hier bis 1958 der Sennoj-Basar befand.

## Bebauung
Das Bild des Platzes wird von zwei städtebaulichen Dominanten der zweiten sowjetischen Moderne geprägt, die sich gegenüber liegen: Dem Handelszentrum und dem Haus der Künstler. Mit dem Bau des Handelszentrums wurde 1968 begonnen, die Fertigstellung erfolgte jedoch erst 1981. Das Haus der Künstler entstand 1978. Abgeschlossen werden sollte die Bebauung des Platzes durch den Neubau des Karpenko-Kary-Theaterinstitutes zwischen der Großen Schitomierer Straße und dem Jaroslawow Wal. Der Bau wurde in den 1980er Jahren begonnen, aber Anfang der 1990er Jahre eingestellt. 
Der Platz verfügt über eine Station der Metro Kiew, die jedoch nicht benutzbar ist. Der Bau der an der Linie 3 gelegenen Station wurde noch 1991 zu Zeiten der Sowjetunion gestartet, aber ab Mitte der 1990er Jahre nicht mehr fortgeführt.
Bis 2008 befand sich auf dem Platz ein Brunnen, der von der Klimaanlage des Handelszentrums gespeist wurde. Danach sollte er rekonstruiert werden, stattdessen wurde jedoch an dieser Stelle ein dreistöckiges Einkaufszentrum errichtet.
Die ursprüngliche Wohnbebauung wurde bei der Neugestaltung des Platzes größtenteils abgerissen. Eines der wenigen erhaltenen Gebäude am Platz ist das Gebäude der ehemaligen Staatskasse (1913–1914), heute eine Zweigstelle der Kiewer Wirtschaftsuniversität. Dieses Gebäude ist seit 2001 denkmalgeschützt.

Am Lwower Platz befand sich ursprünglich die Sretenskaja-Kirche, eine Holzkirche aus dem 11. Jahrhundert. Diese wurde 1861 durch eine nach einem Entwurf von Wladimir Nikolajew erbaute steinerne Kirche ersetzt, die wiederum in den 1930er Jahren abgerissen wurde.

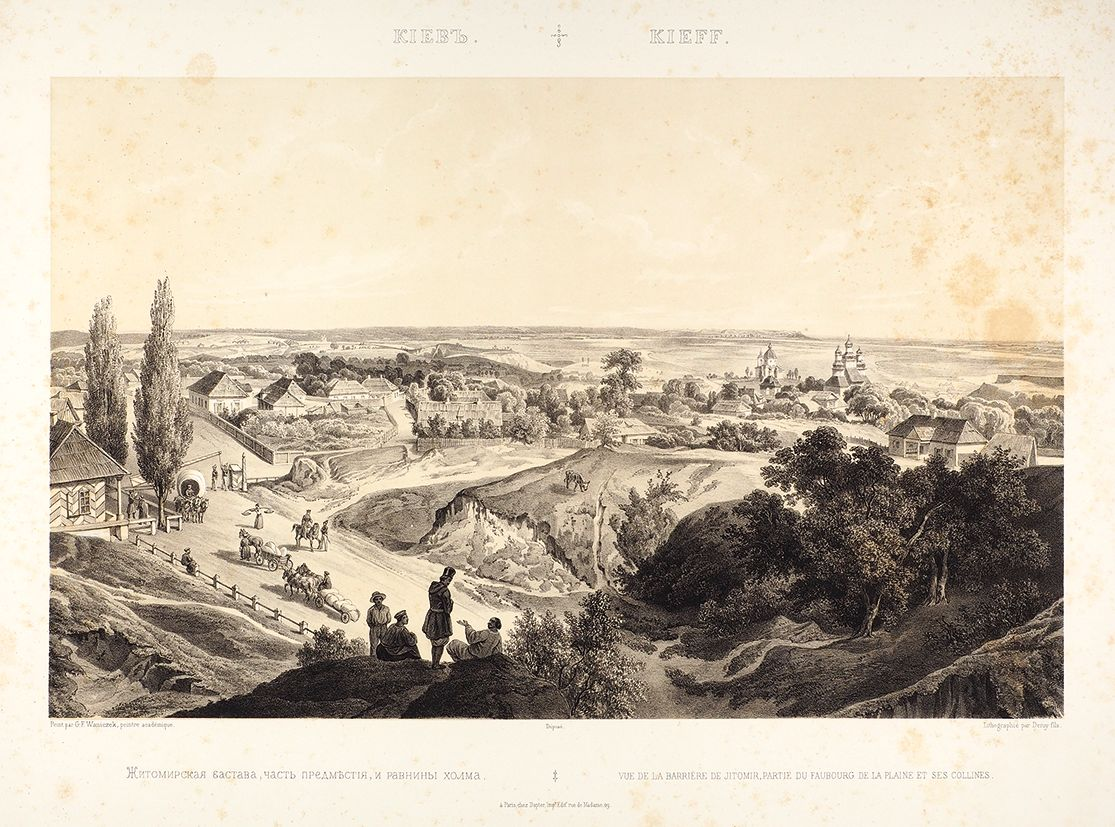
Schitomierer Platz, ungefähr 1858/59
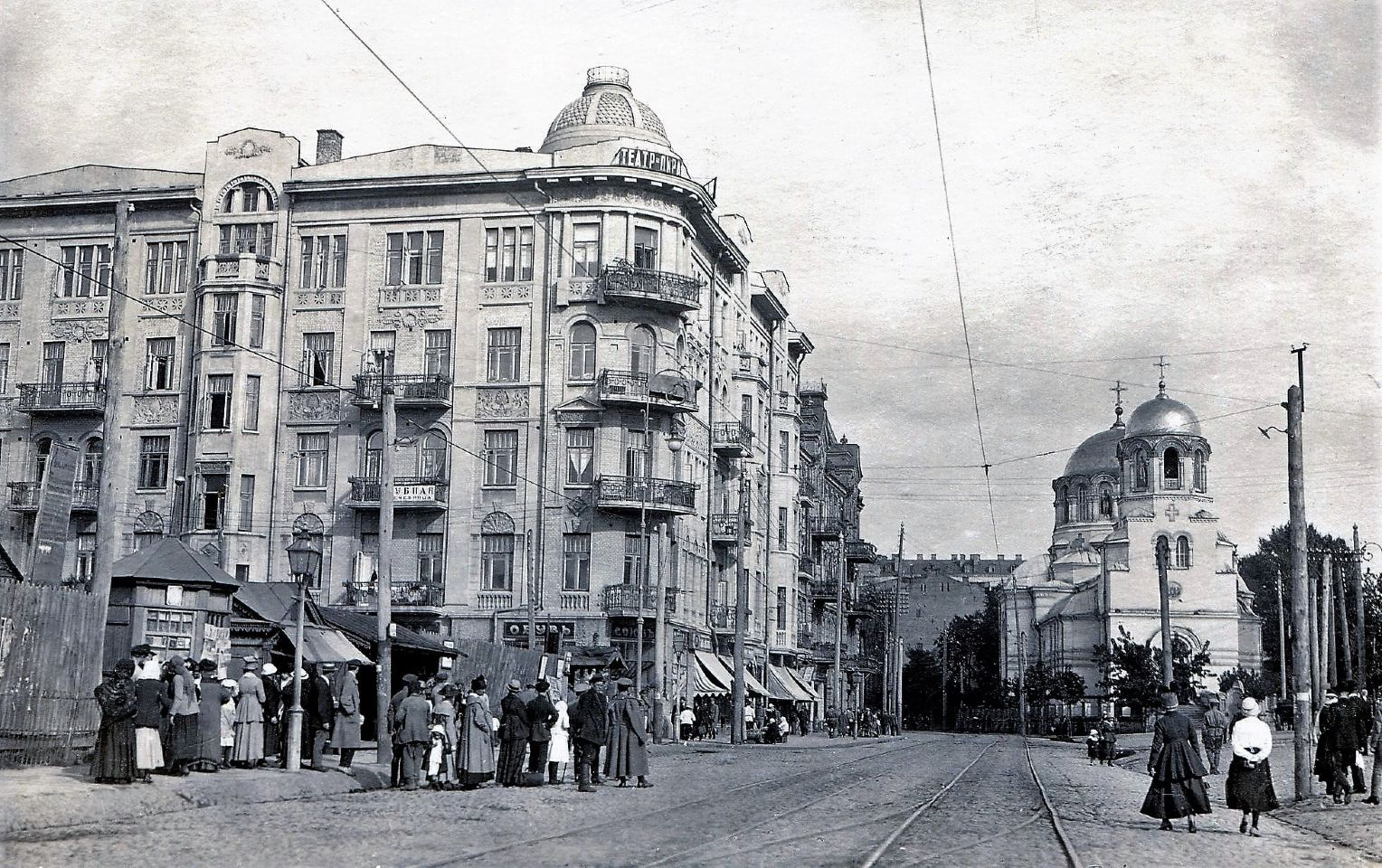
Ursprüngliche Wohnbebauung am Platz
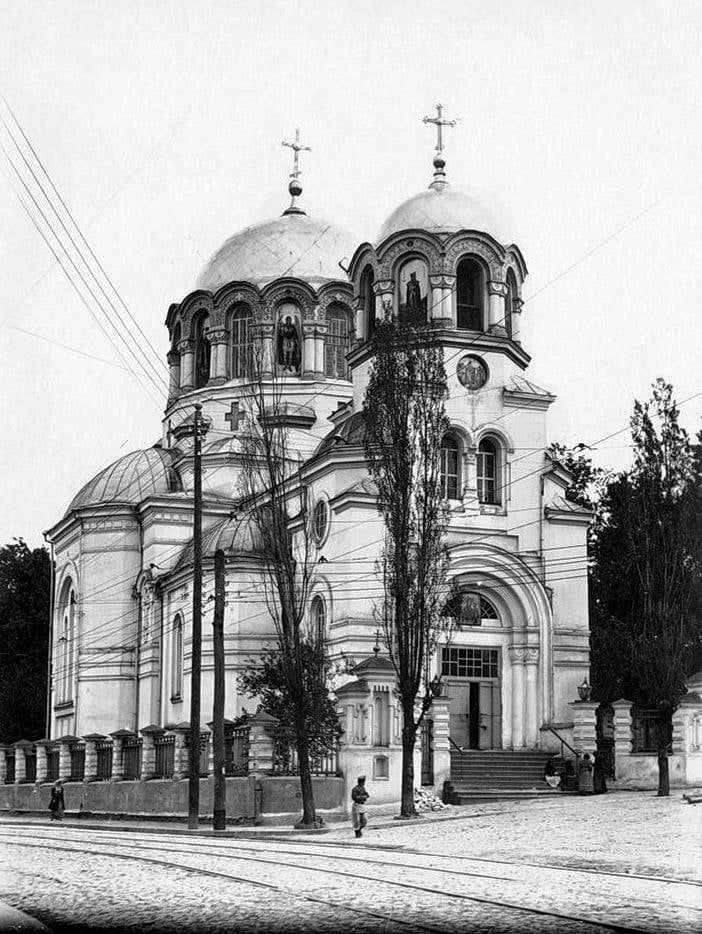
Sretenskaja-Kirche
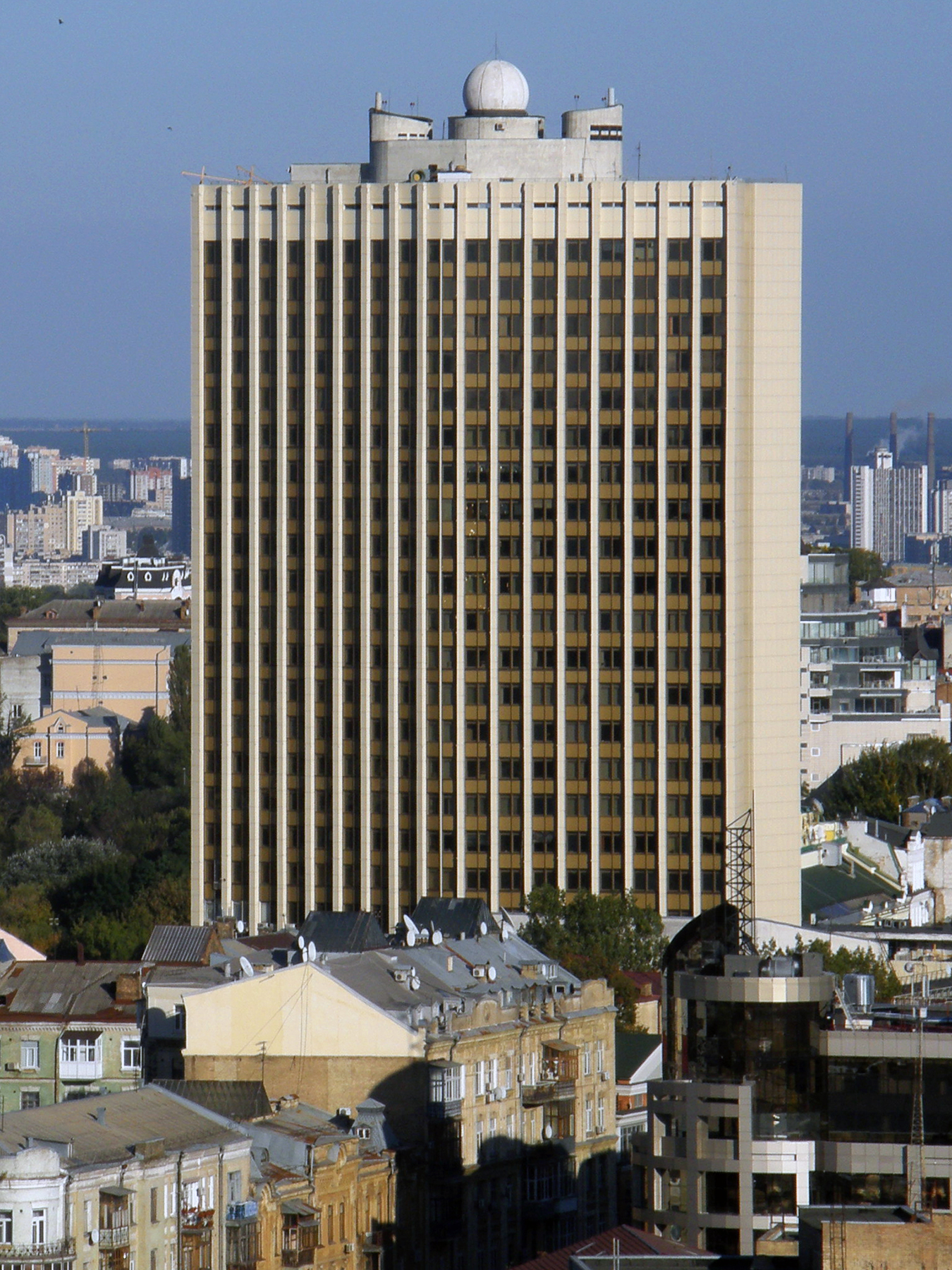
Handelszentrum
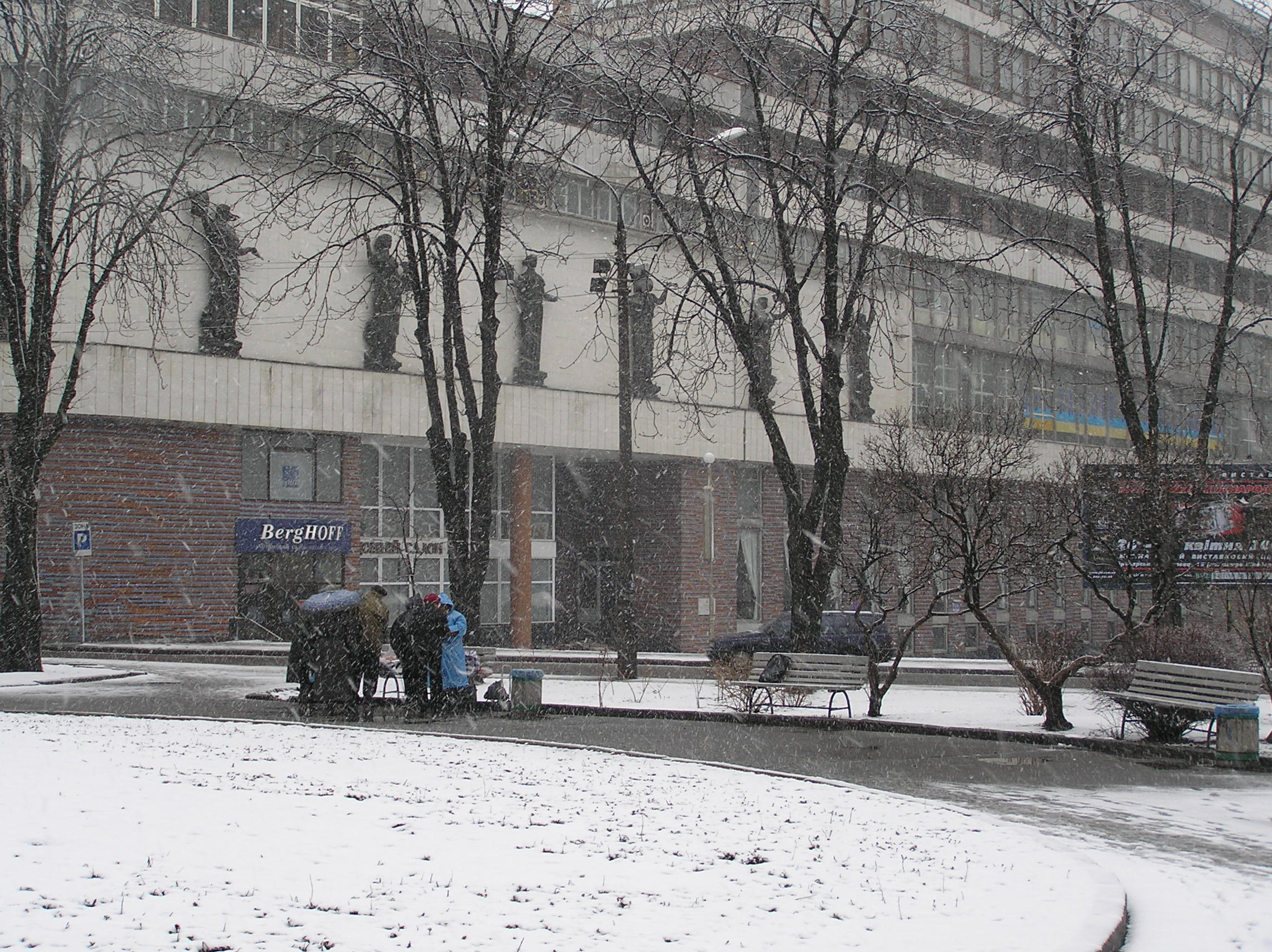
Haus der Künstler
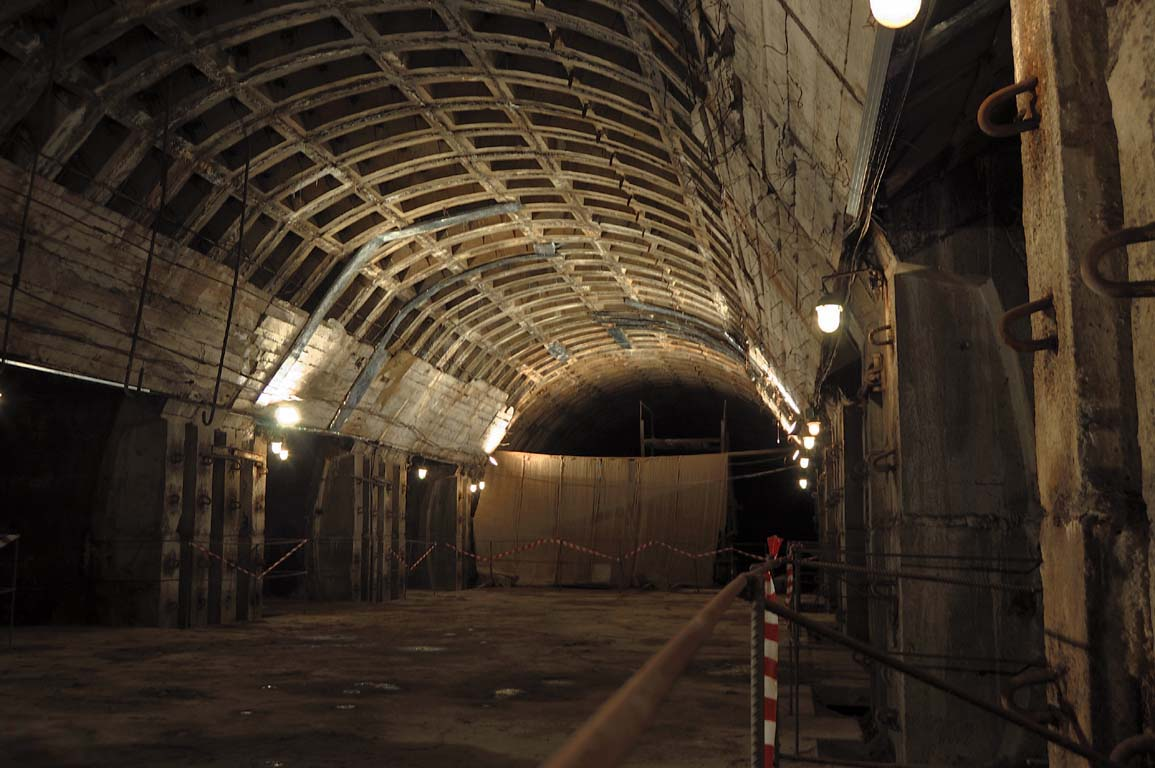
U-Bahnhof Lwower Tor
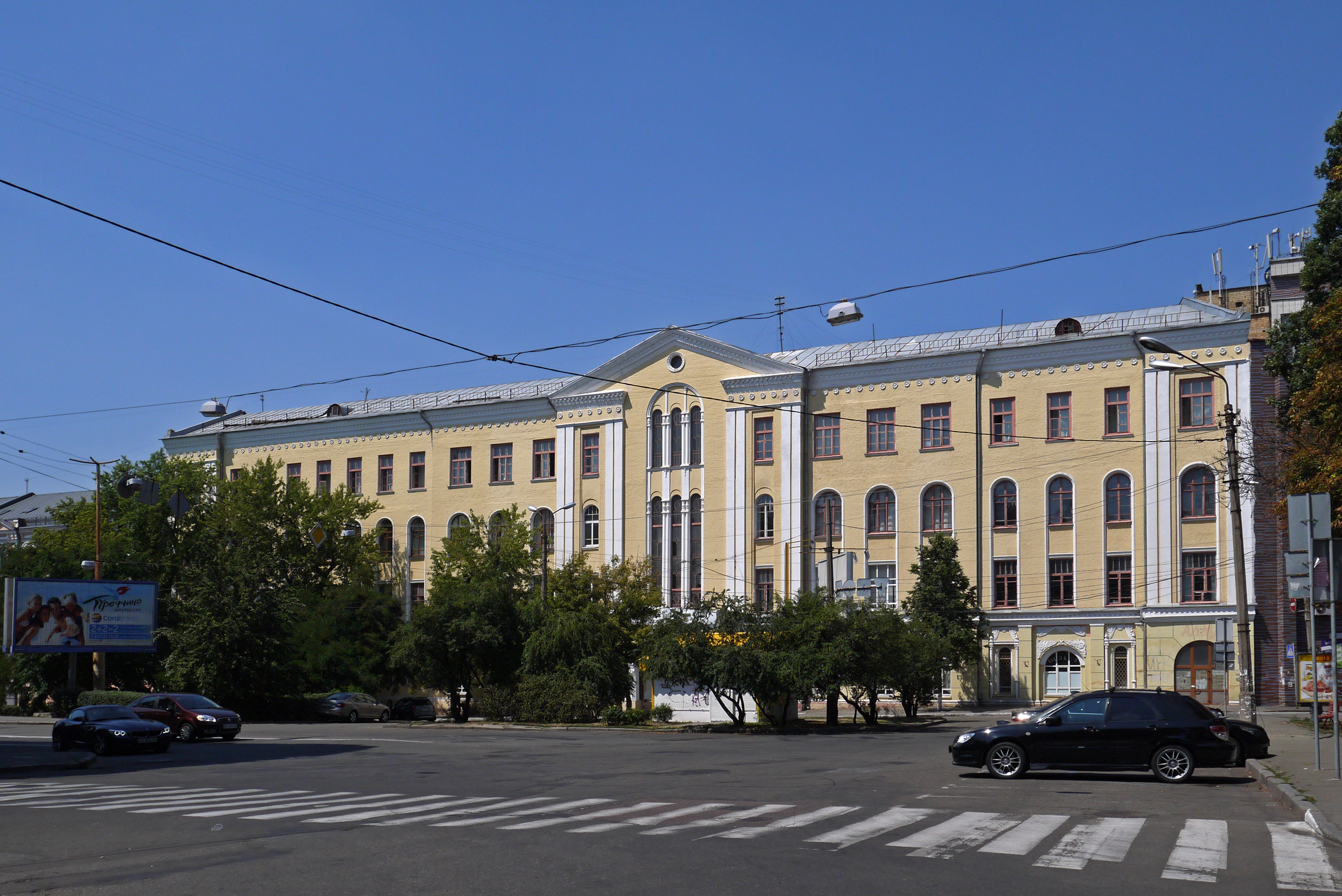
Gebäude der Staatskasse